# Listă de săli de sport din România
Aceasta este lista sălilor de sport de fotbal din România, ordonate după capacitate. Sunt listate sălile cu o capacitate mai mare de 1.000 de locuri.

## Săli de sport în folosință
| Imagine | Localitate      | Denumire                        | Capacitate                                   | Inaugurată | Renovată   | Beneficiar                                                                        |
| ------- | --------------- | ------------------------------- | -------------------------------------------- | ---------- | ---------- | --------------------------------------------------------------------------------- |
|         | Cluj-Napoca     | BTarena                         | 10.000 (9.700)                               | 2014       |            | U Alexandrion Cluj, U-BT Cluj-Napoca                                              |
|         | București       | Sala Polivalentă                | 5.300 (1.812)                                | 1974       | 2008, 2011 | Steaua CSM București, CSA Steaua București, Volei Steaua București, CSM București |
|         | Oradea          | Sala Polivalentă Oradea         | 5.200 baschet, 5.500 handbal, 7.000 concerte | 2022       |            |                                                                                   |
|         | Pitești         | Pitești Arena                   | 4.900                                        | 2022       |            | BCM U Pitești, FC Argeș Volei                                                     |
|         | Craiova         | Sala Polivalentă din Craiova    | 4.215                                        | 2012       |            | SCM Universitatea Craiova                                                         |
|         | Bistrița        | TeraPlast Arena (S.P. „Unirea”  | 3.007                                        | 2022       |            | CS Gloria 2018 Bistrița-Năsăud                                                    |
|         | Sfântu Gheorghe | Arena Sepsi                     | 3.000 baschet (2400 hochei)                  | 2017       |            | Sepsi SIC Sfântu Gheorghe                                                         |
|         | Cluj-Napoca     | S.P. Horia Demian               | 2.800 (2535)                                 | 1970       | 2010       | CSU Transilvania Cluj Napoca                                                      |
|         | București       | S.P. „Dinamo”                   | 2,538 (1.812)                                | 2013       |            | Dinamo (volei feminin) HC Dinamo (masculin) HC Dinamo (feminin)                   |
|         | Oradea          | S.P. „Antonio Alexe”            | 2.500                                        | 1979       | 2009-2012  | CSM Oradea                                                                        |
|         | Buzău           | S.P. „Romeo Iamandi”            | 2.500 (1.868)                                | 1982       | 2010–2011  | HC Buzău 2012, SCM Gloria Buzău                                                   |
|         | Baia Mare       | S.P. „Lascăr Pană”              | 2.218 (2048)                                 | 1975       | 2007       | CS Minaur Baia Mare h. feminin, CS Minaur Baia Mare h. masculin                   |
|         | Brăila          | Sala Polivalentă Danubius       | 2200 (2000)                                  |            |            | HC Dunărea Brăila                                                                 |
|         | Blaj            | Sala Polivalentă Blaj           | 2000                                         | 2023       |            | Volei Alba Blaj                                                                   |
|         | Bacău           | S.P. „Narcisa Lecușanu”         | 2000 (1800)                                  | 1975       | 2010       | CSM Bacău                                                                         |
|         | Brașov          | Patinoarul Olimpic Brașov       | 2000 (1600 scaune)                           | 2010       |            | Corona Brașov                                                                     |
|         | Sibiu           | S.P. „Transilvania”             | 1,850 (1.812)                                | 1998       |            | CSU Sibiu Volei Alba Blaj Măgura Cisnădie                                         |
|         | Brașov          | S.P. „Dumitru Popescu Colibași” | 1.570                                        | 1975       | 2011–2013  | Corona Brașov, CSU Brașov                                                         |
|         | Sibiu           | S.P. „Constantin Jude”          | 1.540 (1.400)                                | 1968       | 2011-2012  | BC Timișoara, BC Timba Timișoara, HCM Politehnica Timișoara, CSU Timișoara        |
|         | București       | S.P. „Rapid”                    | 1.500                                        |            |            | CS Rapid București                                                                |
|         | Vaslui          | S.P. „Vaslui”                   | 1.500                                        |            |            | CSM Vaslui                                                                        |
|         | Focșani         | S.P. „Vrancea”                  | 1.400                                        | 1975       |            | CSM Focșani (handbal)                                                             |

## Săli de sport în construcție sau în proces de renovare.
| Imagine | Localitate | Denumire                         | Capacitate | Început lucrări | Finalizare | Beneficiar         |
| ------- | ---------- | -------------------------------- | ---------- | --------------- | ---------- | ------------------ |
|         | Brașov     | Sala Polivalentă la Brașov       | 10.075     | 2022            | 2025       | Primăria Brașov    |
|         | Iași       | Sala Polivalentă „Regina Maria”  | 9.623      | 2024            | 2027       | Primăria Iași      |
|         | Constanța  | Sala Sporturilor „Simona Amânar” | 5.000      | 2020            | 2024       | Primăria Constanța |
|         | Turda      | Sala Sporturilor Turda           | 3.320      | 2020            | 2024       | Primăria Turda     |

## Săli de sport demolate
| Imagine | Localitate | Denumire                   | Capacitate            | Inaugurat | Demolat | Beneficiar                           |
| ------- | ---------- | -------------------------- | --------------------- | --------- | ------- | ------------------------------------ |
|         | Constanța  | Sala Sporturilor Constanța | 2.100 (1,500 baschet) | 1998      | 2020    | BC Farul Constanța Atletic Constanța |